# 阿涅爾峰
46°30′41.2″N 9°42′8.1″E / 46.511444°N 9.702250°E
阿涅爾峰（Piz d'Agnel），是瑞士的山峰，位於該國東南部，由格勞賓登州負責管轄，屬於阿爾布拉山脈的一部分，海拔高度3,205米，每年平均降雨量1,693毫米。